# Xintoísmo
Xintoísmo (em japonês: 神道, transl. Shintō) é a espiritualidade tradicional do Japão e dos japoneses, considerado também uma religião pelos estudiosos ocidentais. A palavra Shinto ("Caminho dos deuses") foi adotada do chinês escrito (神道), através da combinação de dois kanji: "shin" (神), que significa "deuses" ou "espíritos" (originalmente da palavra chinesa shen); e "tō" (道), ou "do", que significa "estudo" ou "caminho filosófico" (originalmente da palavra chinesa tao). Os termos yamato-kotoba (大和言葉) e Kami no michi (神の道) costumam ser usados de maneira semelhante, e apresentam significados similares.
O xintoísmo incorpora práticas espirituais derivadas de diversas tradições pré-históricas japonesas, locais e regionais, porém não surgiu como instituição religiosa formalmente centralizada até a chegada do budismo, confucionismo e taoismo no país, a partir do século VI. O budismo gradualmente se adaptou, no Japão, à espiritualidade nativa, como por exemplo na inclusão do kami, componente da crença xintoísta, entre os bodisatvas (bosatsu). As práticas xintoístas foram registradas e codificadas pela primeira vez nos registros escritos históricos do Kojiki e Nihon Shoki, nos séculos VII e VIII. Ainda assim, estes primeiros escritos japoneses não se referem a uma "religião xintoísta" unificada, mas a práticas associadas com as colheitas e outros eventos dos clãs relacionados às estações do ano, aliadas a uma cosmogonia e mitologia unicamente japonesas, que combina tradições espirituais dos clãs ascendentes do Japão arcaico, principalmente das culturas Yamato e Izumo.
O xintoísmo caracteriza-se pelo culto à natureza, aos antepassados, e pelo seu politeísmo, com uma forte ênfase na pureza espiritual, e que tem como uma de suas práticas honrar e celebrar a existência de Kami (神), que pode ser definido como "espírito", "essência" ou "divindades", e é associado com múltiplos formatos compreendidos pelos fiéis; em alguns casos apresentam uma forma humana, em outros animística, e em outros é associado com forças mais abstratas, "naturais", do mundo (montanhas, rios, relâmpago, vento, ondas, árvores, rochas). Considerado como consistindo de energias e elementos "sagrados", o kami e as pessoas não são separados, mas existem num mesmo mundo e partilham de sua complexidade inter-relacionada. O xintoísmo moderno apresenta uma autoridade teológica central, porém não tem uma teocracia única. Consiste, atualmente, de uma associação inclusiva de santuários locais, regionais e nacionais de variada significância, em importância e história, que exprimem suas diversas crenças através de práticas e idiomas semelhantes, que datam dos períodos Nara e Heian.
O xintoísmo tem atualmente cerca de 119 milhões de seguidores no Japão, embora qualquer pessoa que pratique algum tipo de ritual xintoísta seja contado como tal. Geralmente aceita-se que a ampla maioria do povo japonês participe de algum tipo de ritual xintoísta, ao mesmo tempo em que a maior parte também pratica o culto budista aos ancestrais. No entanto, ao contrário de muitas das práticas religiosas monoteístas, o xintoísmo e o budismo tipicamente não exigem daqueles que os professam que sejam crentes ou praticantes, o que torna difícil contabilizar cifras exatas com base na autoidentificação com alguma crença, entre os habitantes do país. Devido à natureza sincrética das duas religiões, a maior parte dos eventos relacionadas à "vida" ficam a cargo dos rituais xintoístas, enquanto os eventos relacionados à "morte" ou à "vida após a morte" ficam a cargo dos rituais budistas (embora isto não seja uma regra); assim, é costumeiro, por exemplo, no Japão, registrar uma criança ou celebrar seu nascimento num templo xintoísta, enquanto os preparativos para um funeral costumam ser ditados pela tradição budista. Existem santuários xintoístas em diversos outros países, incluindo os Estados Unidos, Brasil, Canadá, Nova Zelândia, Austrália e Países Baixos, entre outros, e está em vias de expansão para se tornar uma religião global, especialmente com o surgimento de ramos internacionais dos santuários shinto.

## História

### Origens
O xintoísmo tem raízes muito antigas nas ilhas japonesas. Sua história registrada remonta ao Kojiki (712) e ao Nihon Shoki (720), porém os registros arqueológicos datam de um período significativamente mais antigo. Ambas as obras são compilações de tradições mitológicas orais já existentes. O Kojiki estabelece a família imperial como o alicerce da cultura japonesa, na condição de descendentes de Amaterasu Omikami. Existe também uma genealogia de criação e aparição dos deuses, de acordo com um mito de criação. O Nihonshoki estava mais interessado em criar um sistema estrutural de governo, política externa, hierarquia religiosa e ordem social interna.
Existe um sistema interno de desenvolvimento xintoísta que configura as relações entre o xintoísmo e outras práticas religiosas ao longo de sua história; os kami ("espíritos") internos e externos. O kami interno ou ujigami (uji significa "clã") favorece a coesão e a continuação dos papéis e padrões estabelecidos; e o hitogami, ou kami externo, traz inovação, novas crenças, novas mensagens e alguma instabilidade.
Os povos joomon do Japão utilizavam-se de habitações naturais, ainda não conheciam o cultivo de arroz, e frequentemente eram caçadores-coletores; a evidência física de suas práticas rituais é de difícil documentação. Existem muitos locais que contêm estruturas rituais de pedra, e conhecem-se práticas funerárias refinadas, além dos antigos Torii, que indicam a continuidade do xintoísmo arcaico. Os joomon tinham um sistema tribal baseado em clãs, similar a muitos dos povos indígenas do mundo. No contexto deste sistema, as crenças locais desenvolveram-se naturalmente, e quando a assimilação entre os clãs ocorreu, as crenças de tribos vizinhas acabaram por influenciar as outras. A um certo ponto, passou a existir um reconhecimento de que os ancestrais criaram as gerações presentes, e a reverência aos ancestrais (tama) tomou forma. Havia algum comércio entre os povos indígenas das ilhas japonesas e o continente, bem como diversas migrações, o que aumentou o crescimento e a complexidade da espiritualidade dos povos locais, através de sua exposição a novas crenças. Esta espiritualidade, no entanto, ainda era centrada no culto às forças naturais, ou mono, e aos elementos naturais dos quais todos dependiam.
A introdução gradual de organizações religiosas e governamentais metódicas a partir da Ásia continental, começada por volta de 300 a.C., plantou as sementes das mudanças reativas que ocorreriam no xintoísmo arcaico, ao longo dos 700 anos seguintes, em direção a um sistema mais formalizado. Estas mudanças foram dirigidas internamente, pelos diversos clãs, frequentemente como forma de um evento cultural sincrético direcionado às influências externas. Com o tempo, à medida que os yamato conquistaram o poder, um processo de formalização se iniciou. A gênese da casa imperial japonesa, e a criação subsequente do Kojiki, ajudou a facilitar a continuidade necessária para este desenvolvimento a longo prazo. O xintoísmo apresenta hoje em dia um equilíbrio entre as influências externas do budismo, do confucionismo, do taoismo, das religiões abraâmicas, do hinduísmo e de crenças seculares que, embora tenha tido conflitos em seu desenvolvimento, aparenta atualmente ser natural e não exclusivo. Em períodos mais modernos o xintoísmo desenvolveu também novas formas e suas próprias subdivisões, e até mesmo expandiu-se para além das fronteiras do Japão, tornando-se uma religião global.

### Xintoísmo e budismo
O budismo foi introduzido no século VI e trouxe graves consequências para o xintoísmo. Apresentado ao imperador, o budismo, apesar de algumas resistências iniciais, acabou por triunfar, tendo servido para a consolidação do poder imperial, com o apoio dos governantes locais.
A partir do século VIII, a adoração de kami e o budismo estavam completamente interligados na sociedade japonesa. Enquanto o imperador e a corte realizavam ritos budistas, eles também realizavam outros para homenagear os kami. Tenmu, por exemplo, nomeou uma princesa imperial virginal para servir como saiō, uma forma de sacerdotisa, no Santuário de Ise em seu nome, uma tradição continuada pelos imperadores subsequentes. A partir do século VIII até a era Meiji, os kami foram incorporados em uma cosmologia budista de várias maneiras. Uma visão é que os kami perceberam que, como todas as outras formas de vida, eles também estavam presos no ciclo do samsara (renascimento) e que, para escapar disso, deveriam seguir os ensinamentos budistas. Abordagens alternativas viram os kami como entidades benevolentes que protegiam o budismo, ou que os kami eram eles próprios Budas, ou seres que alcançaram a iluminação. Nisso, eles podiam ser hongaku, os espíritos puros dos Budas, ou honji suijaku, transformações dos Budas em sua tentativa de ajudar todos os seres sencientes.
Nos séculos XVI e XVII, viveu-se um momento de renascimento da cultura japonesa, com o consequente afastamento de influências estrangeiras. Apesar de o budismo não perder substancialmente o seu terreno, ficou agora relegado para segundo plano, a favor de uma tendência nacionalista que se afirmava, e que atingiria o seu ponto culminante no período seguinte.
No âmbito da ideologia profundamente nacionalista da era Meiji, a escolha de uma religião oficial recaiu naturalmente sobre o xintoísmo, já antes aclamado como a religião verdadeiramente original do povo japonês, considerado pelo regime como superior a todos os outros.
Criou-se então o chamado xintoísmo de Estado, uma espécie de sacralização do Estado, ou melhor, laicização do xintoísmo. De facto, o xintoísmo foi despido do seu carácter religioso para se tornar um dever cívico de reverência ao Estado e ao imperador.
O xintoísmo estatal permaneceu em vigor durante algumas décadas. Como expressão do nacionalismo japonês, exacerbou-se particularmente por ocasião da Segunda Guerra Mundial. Com a derrota do Japão, precipitou-se o seu processo de queda. Em 1946, foi proclamada a nova constituição, pela qual o imperador foi destituído de todas as prerrogativas divinas e de todo o poder político, tornando-se apenas símbolo da unidade nacional.

## Terminologia
No princípio, esta religião étnica não tinha nome, mas quando se introduziu o budismo no Japão durante o século VI, um dos nomes que este recebeu foi Butsudo, que significa "o caminho do Buda". Assim, a fim de diferenciar do budismo, a religião nativa passou a ser chamada "xinto" (shinto), palavra de origem chinesa, que combina dois caracteres chineses (kanji): "shin" (神), significando deuses ou espíritos (quando lido sozinho é pronunciado kami) e  "tō" (道), que significa caminho filosófico. Assim, xintoísmo significa "o caminho dos deuses". O nome chinês foi escolhido porque na época apenas o chinês era escrito no Japão, já que não haviam desenvolvido ainda a escrita japonesa.

## Tipos de xintoísmo
Reconhecem-se várias expressões do xintoísmo, que são o resultado da evolução histórica da religião, lugar da sua manifestação e prática religiosa dos adeptos.
- Xintoísmo dos santuários Jinja Shinto (神社神道): é o conjunto de crenças que se exprimem através das festas e das venerações nos santuários. Praticamente todos os santuários pertencem à Associação dos Santuários (Jinja honchó), fundada em Tóquio no ano de 1946.
- Xintoísmo doméstico: exprime-se nos lares japoneses. Nas casas xintoístas existe em geral um pequeno altar consagrado aos deuses, o kamidana. Em cima deste altar encontra-se muitas vezes um amuleto oriundo do santuário local, do Grande Santuário de Ise e em alguns casos. Nestes altares colocam-se oferendas (saquê, arroz, sal) e recitam-se orações.
- Xintoísmo imperial Koushitsu Shinto (皇室神道): é o resultado do desenvolvimento na casa imperial da prática dos ritos e cerimónias do xintoísmo.
- Xintoísmo folclórico Minkan Shinto(民間神道): caracteriza-se pela ausência de uma sistematização doutrinária e de uma organização. É o tipo de xintoísmo praticado essencialmente pelos pequenos vilarejos.
- Xintoísmo das seitas Kyoha Shinto (教派神道): é composto essencialmente pelas treze seitas reconhecidas pelo Estado dos Meiji entre 1876 e 1908. Estas seitas possuem em geral um fundador (homem ou mulher). Até ao fim da Segunda Guerra Mundial, os grupos xintoístas que não pertenciam a uma das treze seitas não eram reconhecidos pelo Estado, o que gerou a integração de muitos desses grupos numa das seitas existentes. Depois da guerra, e tendo sido declarada a liberdade religiosa, alguns grupos estabeleceram-se como organizações independentes.

## Escrituras sagradas
O xintoísmo não possui um livro sagrado, como a Bíblia ou o Corão. Há no entanto um conjunto de textos sobre os ensinamentos da religião que recebem o nome de Shinten, "escrituras sagradas", mas não são considerados textos revelados ou de carácter sobrenatural.
- Kojiki (古事記) ("Anais das coisas antigas"): datado de 712, é o texto sagrado mais antigo, sendo composto por três volumes.
- Nihonshoki (日本書紀) ("Crônicas do Japão"): foi redigido em 720 em chinês em 30 volumes. Também conhecido como Nihongi.
- Kogo-shui (古語拾遺): compilação das tradições do clã dos Imbe, uma família que junto com a família dos Nakatomi era responsável pelos ritos. A sua redação foi concluída em 807.

Estes livros apresentam as narrativas míticas da tradição xintoísta. Os mitos descritos referem-se a um caos primordial em que os elementos se mesclam em massa amorfa e indistinta, "como num ovo". Os deuses surgiram desse caos.

## Crenças do xintoísmo

### Kami

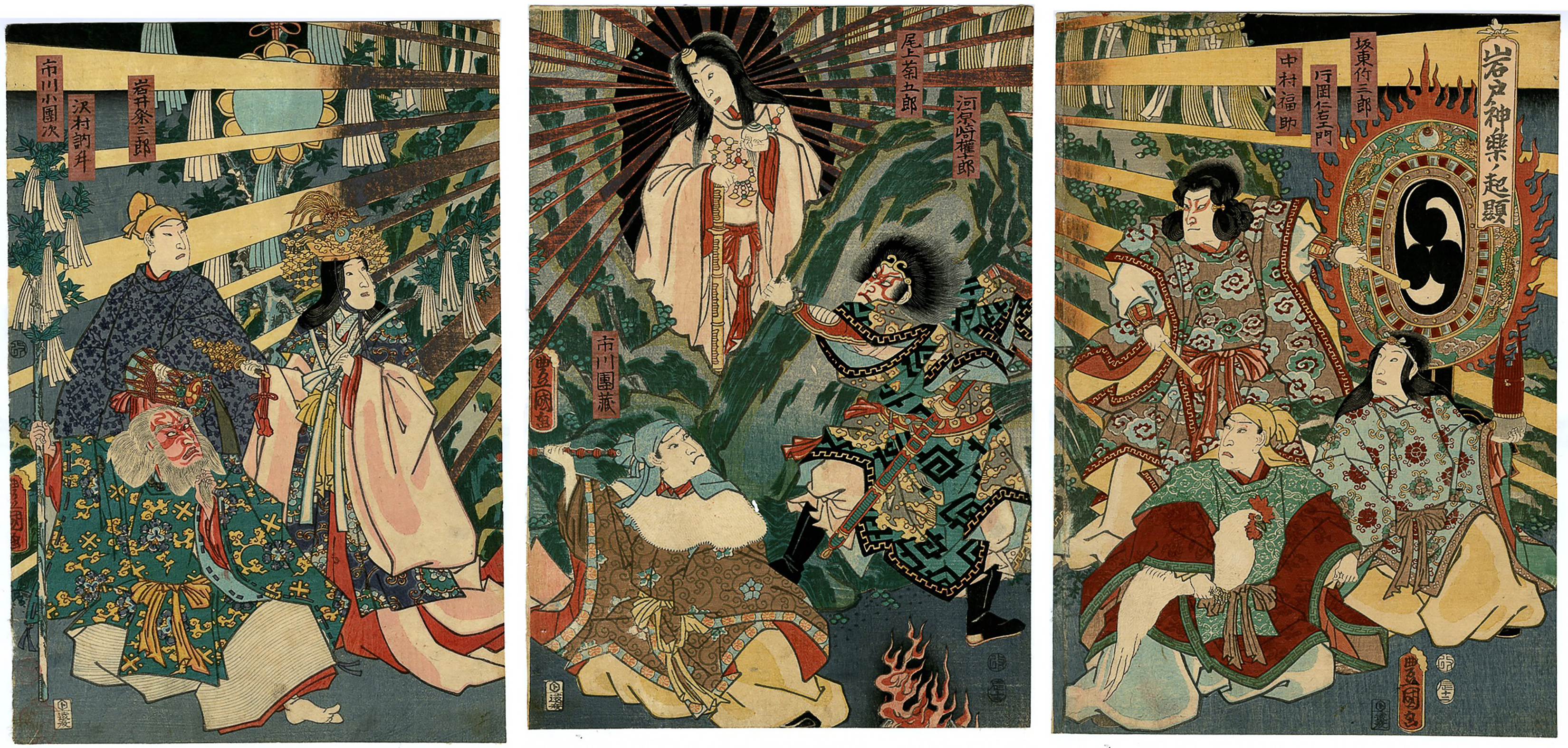
Amaterasu, deusa do sol, emerge da Caverna da Rocha Celestial, tríptico de Utagawa Kunisada (1856)

O xintoísmo baseia-se no culto aos kami (神). Esta palavra é frequentemente traduzida por "deus" ou "divindade", o que não traduz completamente o conceito, dado que os kami pode ser também forças vitais ou espíritos da natureza. Ao contrário dos deuses das outras religiões, os kami não são onipotentes ou oniscientes, possuindo poderes limitados. Nem todos kami são bons. Alguns kami são locais ou conhecidos como espíritos de um local em particular ou a lugares (montanhas, ervas, árvores, vales, rios, mares, encruzilhadas). Outros representam elementos ou processos da natureza, como por exemplo, Amaterasu, a deusa do Sol, Tsukiyomi, deus da lua, Susanoo, deus dos oceanos e das tempestades.
Existem kami ligados a fenômenos atmosféricos (chuva, vento (Fujin), trovão), e kami associados à vida humana (vestuário, transportes, ofícios, etc.). Incluem-se ainda no conceito de kami os espíritos de homens notáveis, como de certos guerreiros. Os espíritos dos antepassados também são considerados deuses tutelares da família ou do país, motivo pelo qual os ritos fúnebres possuem grande relevo.
Os textos xintoístas referem-se a "oitocentas miríades" de kami (八百万神yaoyorozu no kami); este número não deve ser interpretado literalmente, pretendendo-se apenas transmitir a noção de que existem numerosos kami. Os kami não são perceptíveis pelo ser humano.
Podem ser divididos em dois tipos: os que habitam no céu (天津神 amatsukami) e os que habitam na terra (国津神 kunitsukami). Os primeiros trazem à terra influências positivas, enquanto que os segundos mantêm-na como ela.
O kami mais eminente é a deusa-sol Amaterasu Oo-mikami, antepassada da família real japonesa. O seu santuário principal é o Grande Santuário de Ise.

### Cosmologia xintoísta

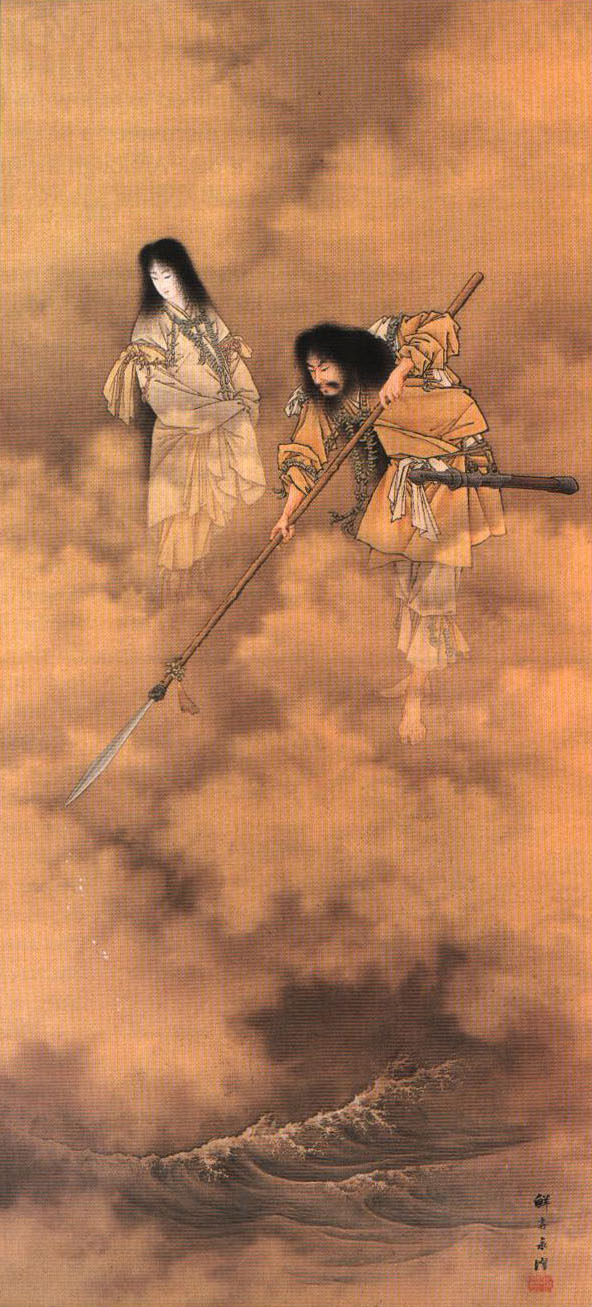
Izanami-no-Mikoto e Izanagi-no-Mikoto, de Kobayashi Eitaku, final do século XIX

Em relação à estrutura do mundo, existem duas concepções diferentes, que se cruzam e se tomam muitas vezes em paralelo, sem se contradizerem, pois representam duas perspectivas diferentes e complementares.
A primeira delas é vertical e fala de três mundos distintos: a “Alta Planície Celeste” (高天原 Takama no Hara), morada dos kami do céu, de onde eles descem, para dar paz, ordem e felicidade. É um mundo descrito como reflexo do mundo dos humanos, uma espécie de Japão plenamente belo e perfeito; segue-se o “País do Meio da Planície dos Canaviais”,  morada dos homens, onde os kami desceram; por último, o chamado “País de Yomi”(黄泉の国 Yomi no Kuni ), subterrâneo,  moradia dos mortos, terra de máculas e de pecados, onde habitam os espíritos malignos que influenciam o homem para o mal. Esta tradição é a principal da mitologia xintoísta e reflete os meios aristocráticos.
A segunda concepção é horizontal, e coloca lado a lado o "País do Meio" e o chamado "País dos Mortos" que, ao contrário do que o nome indica, é uma terra de delícias, situada para além dos mares, onde habitam os espíritos purificados dos antepassados, que visitam este mundo, trazendo felicidade e proteção aos viventes. Esta concepção é de cariz mais popular. Há que notar, mais uma vez, que o xintoísmo atribui a importância fundamental a este mundo. De facto, tanto kami como antepassados, embora habitem noutros planos, conservam estreitas relações com o mundo dos humanos.
É claro que estas concepções devem ser lidas, não de modo físico, sob o qual se tornariam ultrapassadas, mas de modo metafísico, como na religião cristã.

### A natureza
Há que reconhecer que o homem vive graças à natureza, a tudo quanto ela lhe fornece, pelo que a sua atitude deve ser de profunda gratidão e reverência. Mesmo quando a natureza se desenfreia, o ser humano é forçado a reconhecer que muito maiores são os benefícios que dela recebe. O homem, apesar de todo o seu avanço tecnológico, não possui poder pleno, e deve reconhecer a sua humildade, num espírito de coexistência pacífica.
Há numerosas divindades ligadas a elementos naturais, o que atesta que tudo é governado pelos kami. Logo, a natureza reveste um carácter sagrado, regendo-se por uma vontade e sensibilidade próprias, por uma espiritualidade misteriosa, mais do que propriamente por leis naturais.
Sendo que toda a natureza descende de kami assim como a humanidade, fica claro que tudo está interligado tendo como origem em comum um ancestral divino. Assim sendo o ser humano e a natureza, seus elementos, minerais, vegetais e animais, são parentes.
A vida desassociada da natureza é incompatível com o Xintô, o ser humano não deve combatê-la ou transformá-la sem necessidade vital. É comum aos praticantes xintoístas o retiro para ambientes onde possam promover a integração com a natureza, uma forma de purificação, elevação espiritual, e oportunidade para reflexão e meditação.
Como já foi dito na introdução, o Xintô e a própria cultura japonesa pregam que sendo a natureza sagrada, sua destruição é indesejável, e não existe o sentimento de hostilidade inerente recíproca imperante no ocidente.
Outra prática bastante disseminada é a deificação de determinados elementos naturais em especial. Como por exemplo a árvore que representa uma família ou uma rocha que ocupa lugar de destaque em determinada cidade. Principalmente na antiguidade, era tradicional em muitas aldeias a veneração de algum "ícone" que representasse bem seu povoado ou dinastia.
O comportamento xintoísta é tão avesso a interferência no cenário natural, para ele é sagrado e perfeito, que qualquer atividade que implique em utilização ostensiva dos recursos naturais deve ser recompensada no mínimo com a construção de um templo dedicado à natureza.

### As montanhas
As montanhas no Japão são muito numerosas e estão envolvidas nos aspetos da vida diária, é delas que brotam os rios, e são consideradas sagradas. Não são kami em si, mas sim moradias de kami. O território montanhoso é tão respeitado que mesmo atualmente o alpinismo não é uma atividade muito difundida pelo povo japonês, e isso num país onde é difícil ver todo um horizonte livre da presença de montanhas.
É muito comum a construção de templos nessas regiões, assim como cerimônias de deificação e requisição de boas colheitas à "deusa do arrozal" que vive nas montanhas. Nas lendas japonesas as montanhas ocupam lugar de destaque na associação com grandes desafios, buscas e peregrinações.

## Moral
Como vimos, o homem é considerado como naturalmente bom e puro, participante da natureza dos kami, e que o pecado e a impureza se devem a influências malignas dos espíritos habitantes do mundo inferior. Por isso, o homem recebe diretamente dos kami uma componente natural, um ideal celeste a ser realizado nesta vida, modelo de vivência dado e aceite como meta, e que representa a ligação da vida humana à vida divina. Este é o maior conceito moral do xintoísmo, o chamado michi, termo que significa “caminho”. Trata-se de um ideal de justiça e de carácter, de que ninguém se deve afastar, elemento básico da vida xintoísta e do próprio culto. O michi, obediência ao curso da natureza, reveste-se de uma extrema simplicidade e naturalidade.
Para o xintoísmo, a vida só alcança o seu sentido e a sua finalidade se for vivida na pureza, que é o seu estado natural. A vida que não leva isto em conta é radicalmente antixintoísta e não agrada aos kami que, desgostosos, podem mandar vários tipos de desgraças para avisar o pecador, e até mesmo castigá-lo. Procura-se esse ideal de pureza, tanto corporal como mental e espiritual, que leva o homem à sua plenitude. Embora o homem não possa controlar tudo o que acontece e pode danificar a sua pureza, tem a responsabilidade de procurar viver uma vida autenticamente xintoísta, reta, clara e honesta, segundo a vontade dos kami.
Vítima de forças que lhe escapam, o homem corrompido é alguém que deixou de pertencer, durante algum tempo, ao mundo da bondade e da felicidade, possuindo, porém, o direito de voltar a ele.  Por isso, o pecado e a falta moral, embora reconhecidos, revestem um carácter diferente do que têm para os ocidentais.
Aquilo que pode danificar a pureza pode ser de carácter voluntário ou involuntário. As faltas voluntárias são verdadeiros pecados, da responsabilidade daquele que os pratica, e denominam-se tsumi. As faltas involuntárias não fazem, obviamente, a pessoa incorrer em igual responsabilidade, embora ela possa ter contribuído para a situação, devido à sua má conduta ou imprudência. Incluem-se neste grupo as calamidades ou desgraças (wazawai) e as manchas, impurezas (kegari), adquiridas por contactos com elementos como a cadáver, o sangue, as relações carnais, etc.  Estes males, como vimos, têm origem no mundo inferior, que envia as calamidades e impurezas e incita aos crimes. Para afastar a sua nefasta influência, realizam-se vários tipos de exorcismos.
Isto, que parece uma confusão entre mal moral e acontecimentos fortuitos, tem a sua justificação no preceito fundamental da pureza que, para muitos pensadores xintoístas, se sobrepõe aos ritos e ao culto.
Tudo isto é a concepção geral acerca da moralidade. No que se refere ao concreto, as concepções morais rígidas do xintoísmo apresentam bastante pobreza, pois não se encontram códigos morais definidos propriamente ditos, como existem noutras religiões orientais, como o confucionismo, por exemplo. O michi apresenta-se como algo extremamente vago e simples, o que pode levar a pensar que o xintoísmo rejeita propositadamente qualquer tipo de regras concretas de moral.
Mas, a este respeito, um grande teólogo xintoísta, Motoori (1730-1801), apresenta uma teoria interessante. Diz ele que os homens foram naturalmente dotados pelos kami de conhecimento do que devem ou não fazer, pelo que não precisam de códigos morais. Se necessitassem de tal coisa, seriam inferiores aos animais que, embora em grau inferior, sabem como devem proceder. A ausência deliberada dum código moral no xintoísmo é, para Motoori, motivo de orgulho, pois significa que aos japoneses basta-lhes seguirem a moral do coração e do espírito puro, neles inscrita pelos kami.

## Culto

### Finalidade do culto xintoísta
As práticas do xintoísmo têm a finalidade de se dirigirem aos kami, para que escutem a oração dos fiéis. As orações podem ter diversos sentidos: pedidos, muitas vezes relacionados com a vida do dia-a-dia ou com alguma ocasião importante; acções de graças, por um benefício concedido, uma meta atingida, um obstáculo ultrapassado; promessas de acção futura em favor dos homens e da sociedade; tentativas de aplacar a fúria dos kami, irritados por alguma coisa; ou, muito simplesmente, para os louvar, rendendo-lhes homenagem sincera, sem esperar propriamente nada de especial em troca.
Através de vários elementos, os fiéis podem estabelecer relação com os kami, relação muitas vezes de carácter filial, em que uma divindade é tutelar de dada região ou localidade. Os "paroquianos" estabelecem especial ligação com esse kami, que os atende e protege, nos mais variados acontecimentos da sua vida.

### Organização sacerdotal
Os santuários têm ao seu serviço um número variável de sacerdotes, que neles oficiam de vários modos. São designados pelo termo kannushi (神主), que significa “mestre do kami”, ou então pelo termo chinês shinshoku (神職), “pessoa cuja profissão é servir a divindade”.
A sua principal função é a de servir e adorar os kami e servir como um elo entre eles e os crentes através da execução dos ritos nos santuários, visando assegurar a proteção do povo japonês e do imperador.
Não costumam falar em público, tendo sido mesmo proibidos disso em 1885, no contexto do xintoísmo de Estado. Hoje em dia, porém, os sacerdotes pregadores começam a ser apreciados. Não são considerados como chefes ou guias espirituais, mas somente como oficiantes de atos de culto, a pedido dos fiéis e em seu benefício.
O sacerdócio xintoísta é aberto às mulheres. As sacerdotisas têm mesmo tendência a aumentar, encontrando-se algumas à frente de grandes templos. O sacerdócio feminino desenvolveu-se no Japão após a Segunda Guerra Mundial. Para além de sacerdotisas, as mulheres podem ainda ser mikos(巫女). Uma miko é uma virgem que leva uma vida monástica, ajudando os sacerdotes a executar os ritos nos templos e executando as danças sagradas. Exercem estas funções durante cinco a dez anos.
Os sacerdotes repartem-se por várias categorias. A mais elevada é a de Princesa consagrada ao kami(祭主 "saishu"), uma princesa virgem da família imperial. Atualmente, só existe uma, no santuário de Ise. Em seguida, temos o Grande Sacerdote, à frente de cada santuário, e depois o restante do clero, que se reparte por funções diferenciadas.
Hoje em dia, verifica-se uma nova preocupação em revitalizar o xintoísmo e os santuários, buscando novas tendências, pelo que se tem agora grande cuidado com a preparação intelectual e teológica dos candidatos a sacerdotes. Os regulamentos atuais preveem vários diplomas possíveis, dos quais pelo menos um é exigido aos sacerdotes, que apenas o obtêm após vários anos de estudo em universidades ou institutos especiais. Hoje em dia a formação de um sacerdote xintoísta é garantida pela frequência de um curso na Universidade de Kokugakuim ou da Universidade de Kogakkan.
Os sacerdotes, uma vez consagrados, mantêm as suas funções habitualmente toda a vida, mesmo não sendo obrigados a exercê-las. Moram fora do santuário, com exceção do Grande Sacerdote. Os sacerdotes xintoístas não são obrigados a levar uma vida de castidade, podendo casar e fundar uma família, o que geralmente fazem.
As vestes sacerdotais apresentam grande beleza artística, de raízes nos séculos passados, mas só são utilizadas nos santuários e em ocasiões especiais na rua. A indumentária para o culto fica completa com um toucado especial e sapatos próprios. Sobre a testa de um Yamabushi, coloca-se uma pequena caixa preta chamada tokin, que é amarrada à sua cabeça com um cordão preto. Durante as cerimónias, os sacerdotes costumam trazer também uma espécie de cetro de madeira, que tem um significado purificador, mas sobre o qual não recai qualquer tipo de veneração.
Fora das funções rituais, os sacerdotes não usam qualquer tipo de sinal exterior, que os distinga dos leigos.

### Os santuários
Os santuários xintoístas espalham-se por todo o Japão, constituindo lugares privilegiados de culto. Mas, embora surjam por todo o lado, têm geralmente alguma razão especial para existir: um fenómeno natural, um acontecimento histórico ou mítico, a simples devoção pessoal ou o patronato político. Também os há motivados por revelações em sonhos, ou porque simplesmente era necessário um lugar de culto naquele local.
Quando o local de construção de um novo santuário é escolhido, põe-se em prática uma série de ritos, destinados a purificar o lugar e a invocar a presença do kami, para que se digne vir habitar naquele sítio. Se mais tarde for decidido deixar aquele santuário ou mudá-lo para outro lugar, existem os ritos inversos, pelos quais se convida delicadamente o kami a retirar-se.
O santuário encontra-se na base do xintoísmo. É nesse local que a divindade habita e que escuta os seus fiéis, e é também centro de ligação da comunidade e de partilha de identidade. Neste contexto, podem distinguir-se três grandes tipos de santuários, conforme a abrangência que possuem:
- os de dimensão local, centros de partilha de uma comunidade reduzida, onde se venera o kami da localidade. Este tipo de santuário congrega em torno de si as pessoas da aldeia, que sentem uma filiação comum em relação à divindade. O santuário aparece como local de estreitamento de relações entre kami e paroquianos.
- santuários de tipo particular, mais abrangentes, procurados por motivos concretos e determinados, como o êxito nos negócios ou nos estudos, ou outro tipo de proteção especial. Este género de santuários encontra-se por todo o Japão.
- por último, os grandes santuários nacionais, destino de peregrinação de milhões de pessoas, todos os anos, dos quais o mais importante é o de Ise, já referido, em honra da deusa Amaterasu, e que está diretamente ligado à casa imperial.

Além destes, há ainda templos dedicados a kami de guerra, a valores marciais ou em honra de pessoas notáveis, a quem se pedem favores específicos.
O santuário é entendido como um local onde as pessoas se vêm “refrescar” espiritualmente. Neles, está-se em profunda comunhão com a natureza, que abre o homem a uma espiritualidade plena e à identificação pessoal com os kami.
Os templos xintoístas podem assumir as mais diversas formas e tamanhos, mas apresentam certos aspetos em comum. Todos eles são constituídos por um edifício, ou um conjunto deles, inseridos num espaço envolvente, rodeados pela natureza. Têm particular importância as árvores, principalmente a árvore sagrada,  sakaki (榊), utilizada em muitos dos rituais.
O espaço em volta do edifício principal é por vezes muito extenso, e apresenta-se dividido em várias partes. Ao longo do caminho, que nunca é em linha reta,  encontra-se uma série de diferentes elementos separadores, que marcam também etapas de uma caminhada espiritual. São eles:
- os torii (鳥居), muito característicos dos templos japoneses, que são uma espécie de portais sem porta, constituídos por dois postes verticais e duas traves horizontais. Aparece um de imediato no início do caminho e depois geralmente mais dois, ou mesmo uma grande fila deles. A série de torii repete-se para cada via de acesso ao santuário;
- pontes, por vezes várias, até se chegar ao templo algumas monumentais e muito elaboradas. A água é um elemento purificador, pelo que os cursos de água debaixo das pontes constituem uma eficaz barreira contra toda a impureza;
- barreiras e paliçadas, com portas, que simbolizam a entrada no local sagrado, reservado ao homem puro.

Encontram-se também jardins, lagos, lanternas. Ainda antes de se chegar ao edifício principal, depara-se um tanque de água limpa, geralmente abrigado por um alpendre, no qual os fiéis se lavam, purificando-se de todas as impurezas e pecados, servindo-se, para isso, de umas colheres compridas de bambu, para tirar a água.
É costume também, em ocasiões solenes, libertar aves, peixes e outros animais.
Chegamos, finalmente, ao edifício do templo. Pode haver vários, num mesmo santuário, dirigidos a diferentes kami. Têm geralmente dimensões modestas, não obstante a grande diversidade de tamanhos. São constituídos por três secções:
- uma sala de orações (Haiden) (拝殿) para os fiéis, onde eles dirigem as suas preces ao kami. À entrada está uma grande caixa de madeira, para depositar moedas, e um sino, ligado a uma corda, que serve para advertir o kami da presença do fiel;
- uma sala de oferendas, reservada aos sacerdotes chamada Heiden (幣殿);
- uma sala mais pequena Honden (本殿), nunca visitada, considerada a morada física do kami, e onde podem estar depositados objectos simbólicos, como espelhos, joias ou espadas, invólucros onde reside o espírito da divindade. O espelho, particularmente, é considerado morada privilegiada do espírito divino, e tem origem muito antiga, sendo já mencionado na mitologia japonesa.

Alguns templos prevêem nos seus estatutos serem totalmente reconstruídos periodicamente. É o caso do templo de Ise, reconstruído de vinte em vinte anos. Essa ocasião é rodeada de ritos próprios, para convidar o kami a mudar de residência. Embora reconstruídos, os templos mantêm o estilo do anterior, pelo que os novos não diferem dos antigos e originais.
Alguns santuários possuem também uma espécie de museu, não raras vezes repleto de peças de grande valor, consideradas espólio da divindade.
Os ritos exercidos nos santuários, apesar de muito diversos, apresentam o seguinte esquema: o sacerdote, depois de purificado, invoca o kami. Faz ofertas propiciatórias, de bebidas e alimentos, a que se segue a oferta de jogos, danças e representações, para entreter a divindade. No fim, o kami é convidado a retirar-se, seguindo-se uma refeição fraterna.

### Ritos de purificação
A purificação é uma prática fundamental em toda a prática xintoísta. É por ela que o homem se liberta, regressando ao seu estado inicial de pureza, a que tem direito. Para a purificação, que antecede qualquer acto religioso, particular ou comunitário, utilizam-se diversos ritos, que assumem formas diferentes.
Os kami não suportam a impureza, pelo que se exerce sempre um conjunto de práticas purificativas antes do culto propriamente dito, que tornam puros os participantes, os objectos e as oferendas. Os ritos de purificação assumem três formas distintas:
- o misogi (禊), que consiste na purificação por meio da água. A água é tida como poderoso elemento purificador, crença já muito antiga, pois é referida na mitologia: o deus Izanagi, depois de fugir dos infernos, banhou-se na água dum rio, para se purificar das imundícies contraídas naquele lugar. Ao banhar-se ou lavar-se na água, o fiel xintoísta obtém a purificação das impurezas, tanto das voluntárias como das involuntárias. Pela água, purifica-se o corpo e a alma. O misogi é depois estendido a níveis sucessivamente superiores: o coração, o meio envolvente, a alma;
- o harai (祓), que é um tipo de purificação algo próximo do exorcismo. É realizado por um sacerdote, que agita sobre o que deve ser purificado ramos da árvore sagrada, sakaki, ou uma vara com tiras de papel penduradas, ónusa e joga-se um punhado de sal. Por este meio, obtém-se a purificação de todas as manchas, corporais e espirituais, bem como o afastamento de todas as influências malignas.

Duas vezes por ano, no fim de junho e de dezembro, realiza-se uma purificação solene, ou grande exorcismo, o chamado o-harai. No recinto do santuário, reúnem-se muitas pessoas, que recebem umas tiras de cânhamo ou de papel branco (kirinusa). Depois de recitar a oração de purificação, o sacerdote agita a vara com os papéis, enquanto as pessoas agitam também as suas tiras. Estas tornam-se objectos de substituição, contendo todas as impurezas, e são lançadas a rios ou ao mar. Nalguns santuários, um exercício semelhante é feito com papéis recortados em forma humana (hitogata), que a pessoa passa pelo corpo, depois de neles ter escrito o nome;
- o imi (忌), que é um período de jejum a ser realizado antes das cerimónias. Tem duração diferente, conforme a importância do rito. Consiste em abster-se de determinados alimentos e bebidas, bem como de palavras e acções menos próprias. É um período de recolhimento pessoal, evitando todo o tipo de impureza, sem se ouvir música e sem se preocupar com assuntos que causem fadiga ou sofrimento. Este tipo de purificação é principalmente realizado pelos sacerdotes, que se retiram para outro lugar e fazem abluções. Após este tempo, qualquer pessoa está apta a participar nas cerimónias mais importantes.

### Culto individual

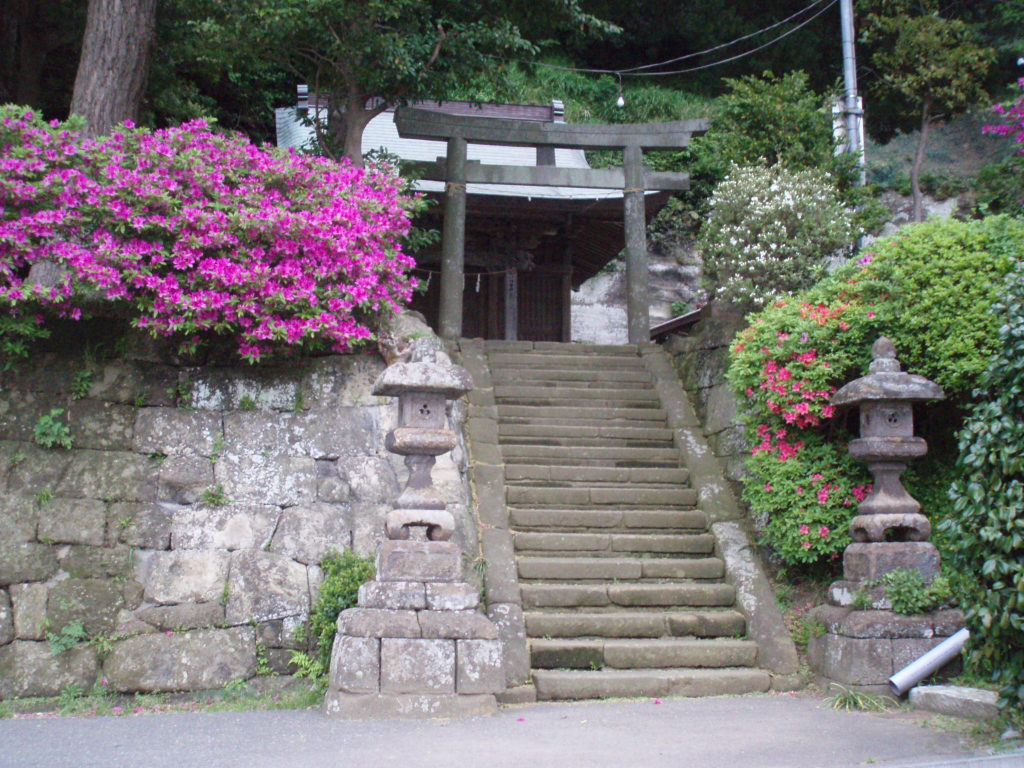
Templo xintoísta de Jyuniso

Na sua vida diária, todo o fiel xintoísta tem a obrigação de prestar homenagem aos kami, o que pode ser feito nos mais variados lugares e ocasiões, desde a casa até ao templo passando pelo campo ou pela rua.
Revestem uma importância particular as visitas aos santuários, que podem ser realizadas com diferentes objectivos: prestar contas, louvar, agradecer ou rogar. Todos os fiéis têm como dever ir visitar periodicamente o kami e relatar-lhe o que lhe tem acontecido na vida diária, não no intuito de pedir perdão, mas para simples informação. É comum também agradecer graças recebidas ou louvar simplesmente o kami. O pedido de graças faz-se geralmente em favor de outra pessoa ou da sociedade, pois considera-se de mau tom pedir para si próprio. As orações também não devem ser muito longas, complexas, para não aborrecer o kami. Muitas vezes, são os sacerdotes os encarregados de transmitir as preces às divindades, devendo saber interpretar, por sinais diversos, se a oração foi ou não bem recebida. A adivinhação é um rito que também acompanha frequentemente o rito individual: faz-se através de varetas numeradas, dentro de uma caixa, que correspondem a predições e conselhos.
Põem-se em prática também uma série de rituais específicos, entre os quais o mais característico é o bater das palmas. Depois de reverências solenes, diante do templo do kami, o devoto bate várias vezes as palmas, finalizando de novo com reverências. Este gesto parece destinar-se a atrair a atenção da divindade, mas o seu sentido não se esgota simplesmente aí.
As ofertas feitas são geralmente de ramos de sakaki, a que se prendem tiras de papel.
Em sua casa, os fiéis têm geralmente um pequeno altar doméstico (kamidana), onde colocam vários amuletos: um do santuário local, outro do grande santuário nacional de Ise, e mais algum, conforme as devoções e preferências. Todas as manhãs, são feitas oferendas: saquê (aguardente de arroz), arroz, sal. Acende-se uma lamparina e fazem-se orações aos kami.
Um outro costume é o das peregrinações. Os japoneses apreciam peregrinar, ganhando méritos pela austeridade e pelas privações. Mas é claro que hoje em dia as viagens são muito mais confortáveis. É hábito ter um livrinho, onde se registam os emblemas dos vários santuários percorridos, assim como adquirir amuletos, que servem de recordações.

## Festas
A religião xintoísta comemora um grande número de festas, com uma grande variedade de costumes e de motivos para celebrar. Não raramente, verifica-se um grande intercâmbio entre religião e estado civil: várias festividades xintoístas são feitas feriados, e vice-versa. As festas dividem-se em dois grupos: as comunitárias, respeitantes à população em geral, e as particulares, de âmbito mais pessoal e familiar.
Diversos tipos de ritos festivos são celebrados nos santuários. Cotidianamente, fazem-se cerimónias de oferendas, de manhã. No primeiro dia de cada mês também há ritos próprios. Estes são ritos de dimensão modesta.

### Reisai
Cada santuário, uma ou duas vezes por ano, celebra uma data festiva, relacionada com o kami ou com o seu templo. O dia em que é celebrada a festa pode ter múltiplos significados: pode corresponder ao dia de fundação do santuário, a um dia importante na sua história ou ser um dia associado à divindade do santuário.
Durante estas festas ocorre geralmente uma procissão dos kami, razão pela qual as festas são também chamadas de shinkó-sai ("Festa da Procissão dos Deuses") ou togyo-sai ("Festa da Augusta Travessia"). Os kami são instalados num carro (hóren) ou num palanquim (mikoshi) e são passeados pela aldeia ou cidade.
Junta-se muita gente, que agita ramos de árvore e estandartes, fazendo daquele acontecimento algo muito colorido e vistoso. Estabelecem-se locais de paragem, para o kami descansar. A finalidade deste acto é simplesmente entreter e divertir a divindade, pedindo-lhe, ao mesmo tempo, que continue a dispensar a sua proteção. Estas festas são também ocasião para jogos, artes e danças, tendo especial significado para o estreitamento de laços entre kami e paroquianos, e destes entre si.

### Festas da Primavera
São várias as festas da primavera (haru matsuri). No dia 17 de fevereiro desenrola-se a festa Toshigoi-matsuri no palácio imperial e em todos os santuários do Japão, durante a qual é feita uma prece que solicita boas colheitas e a prosperidade do país.

### Festas do Verão
Estas festas (natsu matsuri) são essencialmente urbanas e tem como principal objectivo afastar as calamidades.
Uma das mais conhecidas festas de verão é o Festival de Gion que se desenrola no santuário Yasaka em Quioto no mês de julho e que inclui uma marcha com carros ricamente decorados. Segundo a tradição esta festa teria surgido no começo da época Heian, num tempo marcado por grande número de epidemias; para afastá-las os demónios aos quais se atribuíam estas doenças realizavam-se orações.
Outra importante festa é a do Rei Celeste (Tennó-matsuri) que tem lugar no santuário Tsushima situado na cidade com o mesmo nome (em Aichi). Na véspera da festa ocorre uma cerimónia na qual todas as impurezas são colocadas em canas que são largadas no rio. No dia da festa vários barcos, decorados com lanternas, deslizam pelo rio Tenno ao som de música e à luz de fogos-de-artifício.

### Festas do outono
As festas do outono (aki matsuri) servem para agradecer às divindades pela existência de uma colheita abundante.
No santuário de Ise, a 17 de outubro, decorre o importante rito do kanname-sai ("cerimónia da prova"), durante o qual as primícias das colheitas dos cereais são oferecidos à deusa Amaterasu. São também feitas oferendas das primeiras espigas de arroz cultivadas pelo imperador e pelos agricultores das províncias.
A 23 de novembro, é o dia de "Agradecimento pelo Trabalho", com novas ofertas e orações pela prosperidade do Japão.

### Feriados
- O Ano Novo, em que os fiéis acorrem aos santuários, para a primeira peregrinação do ano
- O dia da Fundação da Nação, a 11 de fevereiro, data tradicional da subida ao trono do primeiro imperador (660 a.C.), em que se ora pelo progresso do império
- O dia do Respeito pelas Pessoas Idosas, a 15 de setembro, em que se apela ao amor e agradecimento aos mais velhos
- O aniversário do imperador, atualmente a 23 de dezembro, em que se ora por ele e pelo país
- Outros feriados, todos eles com ritos especiais: os equinócios; o Dia do Respeito pela Natureza (29 de abril); o Dia da Constituição (3 de maio); o Dia das Crianças (5 de maio); o Dia do Desporto (10 de outubro), o Dia da Cultura (3 de novembro).

## Xintoísmo e ciclo de vida
Os vários momentos da vida humana, muitas vezes ligados a ritos de passagem, são ocasião para realizar um tipo de festas de motivação mais pessoal, realizadas no seio da família. São ocasião de agradecimento, de pedido e de renovação de propósitos para com os kami.

### Primeira apresentação no santuário
A primeira apresentação no santuário ou hatsumyia mairi consiste em levar ao santuário local os recém-nascidos para serem apresentados às divindades. No caso dos meninos a apresentação ocorre no trigésimo primeiro dia e nas meninas no trigésimo terceiro dia (embora possam ocorrer variantes locais quanto ao número de dias). No passado era hábito a criança ser levada ao santuário pela avó, porque se considerava que a mãe estava impura por ter dado à luz, mas hoje em dia a criança é muitas vezes levada pela mãe.

### Shichigosan
No dia 15 de novembro as famílias deslocam-se aos santuários com os filhos para agradecer aos kami o fato destes gozarem de saúde e para orar pelo seu crescimento. As crianças que acompanham os pais são os meninos de três e cinco anos e as meninas de três e sete anos. O nome do festival deriva precisamente da idade das crianças: shichi (sete), go (cinco) e san (três).

### Celebração da maturidade
A 15 de janeiro celebra-se a Festa da Idade Adulta (Seijin Shiki). Nesse dia os jovens com vinte anos reúnem-se nos santuários para receber uma bênção, embora a festa também possua um carácter estatal, com cerimónias nas prefeituras. A constituição japonesa atribui a maioridade aos jovens que atingiram os vinte anos.

### Outros momentos
- votos por um parto fácil: no quinto mês, a mulher grávida coloca no ventre um cinto de tecido branco, purificado, para proteger o feto, e ora pela criança que vai nascer;
- as festas chamadas de sekku, que para os meninos é no dia 5 de abril, em que se estendem estandartes em forma de carpa, se fazem bonecos em figura de guerreiros e se oferecem bolos. Para as meninas, é no dia 3 de março, em que se colocam bonecas sobre um estrado e se oferecem bebidas, doces e bolos;
- a entrada na vida activa, que é ocasião para o jovem agradecer aos kami, comprometendo-se a dar o seu melhor para o serviço da sociedade;
- o casamento, que é celebrado numa cerimónia muito solene, na presença de um sacerdote, que inclui oferendas, orações e promessas aos kami, seguindo-se um banquete;
- a expulsão das maldições. Certas idades são consideradas nefastas, sujeitas a desgraças: 35, 42 e 61 anos para os homens e 19, 33 e 37 anos para as mulheres. Nessas alturas, um sacerdote realiza um exorcismo próprio e recomenda bastante prudência, pois as dificuldades ameaçam acumular-se;
- as festas de longevidade: certos aniversários são comemorados com uma festa familiar e uma visita ao santuário. É o que se faz no 60.º, 70.º, 77.º, 80.º, 88.º, 90.º e 99.º aniversários.

## Influências
A tradição religiosa do xintoísmo é anterior ao budismo, que posteriormente foi introduzido no Japão no século VI. O contato entre as duas religiões modificou ambas. Os budistas adotaram divindades xintoístas, e estes, que consideravam seus deuses espíritos invisíveis e sem formas precisas, aprenderam com o budismo a erigir imagens e templos votivos. Proclamou-se inclusive que as duas religiões eram manifestações diferentes da mesma verdade, o que originou uma tendência sincretista. Ambas as religiões representam a religiosidade japonesa e os japoneses chegam a praticar os ritos de ambas as tradições de acordo com a natureza da ocasião (por exemplo, preferem rituais xintoístas para rituais de nascimento e casamento e rituais budistas em eventos fúnebres).
Algumas das novas religiões japonesas têm forte influência xintoísta.
Ao contrário de religiões ocidentais, como o cristianismo, o xintoísmo não pretende expandir-se através da conversão. Por isso sua expansão fora das ilhas japonesas limita-se, geralmente, a descendentes de japoneses.